# Chaska
Chaska város az USA Minnesota államában, Carver megyében, melynek megyeszékhelye is. Lakosainak száma 27 810 fő (2020. április 1.).

## Népesség
A település népességének változása:
| Lakosok száma | 1068 | 23 770 | 27 810 |
|               | 1880 | 2010   | 2020   |